# أحمد قعبور
أحمد قعبور فنان لبناني، غنى للمقاومة وللأرض ولفلسطين، يراه البعض فناناً ملتزماً. ولد عام 1955 في بيروت. أشهر أغانيه «أناديكم»، من كلمات الشاعر الفلسطيني توفيق زياد. بدأ حياته الفنية ممثلاً قبل أن يتحول إلى الموسيقى؛ من أشهر الأفلام التي شارك فيها فيلم عن كارلوس.

## نشأة
ولد قعبور في بيروت عام 1955والده هو محمود الرشيدي من عازفي الكمان الأوائل في لبنان. درس قعبور الإبتدائية في الكلية البطريركية في بيروت وأتم المرحلة الإعداداية في مدرسة البر والإحسان، وفي عام 1978 انضم إلى معهد الفنون الجميلة في الجامعة اللبنانية وتخرج بدرجة دبلوم. زوجته الفنانة التشكيلية إيمان بكداش.

## حياته ومسيرته الفنية
مع بدء الحرب الأهلية في لبنان عام 1975، بدأ قعبور يعمل في تنظيم اللجان الشعبية لدعم المواطنين في مواجهة الحرب، حينها ألف توفيق زياد وغنى أحمد قعبور أول أغانيه وهي أناديكم، بدأ قعبور حياته الفنية ممثلاً ونشط في المجال الإعلام إلى أن تحول إلى الموسيقى حيث ساهم وأنتج مئات الحفلات الموسيقية والمسرحية الهادفة والموجهة للأطفال. كما كان رفيق الحريري من أكثر المحبّين والمشجعين له ولفنّه.

## ألبوماته
- أناديكم
- حب
- نحنا الناس
- صوتن عالي
- بدي غني للناس
- أحمد قعبور يغني عمر الزعني.[6]
- لمّا تغيبي 2018.[7]
- كلمات وأغاني (ألبوم للأطفال) مع الشاعر حسن عبدالله.
- حبّات الرمان (للأطفال)
- حكاية رمضان- رمضانيات.
- كما ساهم في تلحين وغناء مسرحيات عديدة للأطفال أبرزها أغاني مسرحية «شو صار بكفر منخار» [8]ومسرحية «كلو من الزيبق».[9]
- ومن الحفلات التي سجلت ووزعت في البوم: حفل تضامني مع سوريا 2012 (وطن يتفتح للحرية).[10]

## أشهر أغانيه
- أناديكم - كلمات توفيق زياد
- جنوبيون - كلمات حسن ظاهر
- نحنا الناس - كلمات الشاعر اللبناني محمد العبد الله
- يا نبض الضفة - كلمات حسن ظاهر
- يا رايح صوب بلادي - كلمات أحمد قعبور
- يا ستي - مستوحاة من كاريكاتور ناجي العلي غناء محمد قدسي
- صبح الصباح - كلمات عبيدو باشا
- والله وطلعناهم برا - كلمات أحمد قعبور
- ارحل - كلمات حسن ظاهر
- بيروت يا بيروت - كلمات عبيدو باشا
- علوا البيارق - كلمات أحمد قعبور
- خيال - كلمات أحمد قعبور
- مع الإنسان - موسيقى تصويرية لمسلسل من إخراج وعد علامة
- موشح البلد - كلمات عبيدو باشا
- صور - موسيقى تصويرية لمسلسل من إخراج نجدت انزور
- يا حرش بيروت - كلمات عبيدو باشا
- لاجئ - أحمد قعبور
- أحن إلى خبز أمي - كلمات محمود درويش (غناها أيضاً مارسيل خليفة)

## وصلات خارجية
- أحمد قعبور على موقع IMDb (الإنجليزية)
- أحمد قعبور على موقع قاعدة بيانات الأفلام العربية
- أحمد قعبور على موقع ميوزك برينز (الإنجليزية)
- أحمد قعبور على موقع ديسكوغز (الإنجليزية)
- أحمد قعبور على موقع قاعدة بيانات الفيلم (الإنجليزية)
- روافد: حوار توثيقي مع الفنان أحمد قعبور «الجزء الأول». العربية نت
- روافد: حوار توثيقي مع الفنان أحمد قعبور «الجزء الثاني». العربية نت